# Saint-Léger-du-Bourg-Denis
Saint-Léger-du-Bourg-Denis és un municipi francès situat al departament del Sena Marítim i a la regió de Normandia. L'any 2007 tenia 3.263 habitants.

## Demografia

### Població
El 2007 la població de fet de Saint-Léger-du-Bourg-Denis era de 3.263 persones. Hi havia 1.239 famílies de les quals 278 eren unipersonals (85 homes vivint sols i 193 dones vivint soles), 366 parelles sense fills, 494 parelles amb fills i 101 famílies monoparentals amb fills.
La població ha evolucionat segons el següent gràfic:
Habitants censats

### Habitatges
El 2007 hi havia 1.299 habitatges, 1.259 eren l'habitatge principal de la família, 2 eren segones residències i 38 estaven desocupats. 1.037 eren cases i 260 eren apartaments. Dels 1.259 habitatges principals, 808 estaven ocupats pels seus propietaris, 441 estaven llogats i ocupats pels llogaters i 10 estaven cedits a títol gratuït; 15 tenien una cambra, 76 en tenien dues, 247 en tenien tres, 394 en tenien quatre i 528 en tenien cinc o més. 891 habitatges disposaven pel capbaix d'una plaça de pàrquing. A 625 habitatges hi havia un automòbil i a 486 n'hi havia dos o més.

### Piràmide de població
La piràmide de població per edats i sexe el 2009 era:
| Homes | Edats   | Dones |
| ----- | ------- | ----- |
| 0     | 95 o +  | 4     |
| 8     | 90 a 94 | 8     |
| 16    | 85 a 89 | 24    |
| 20    | 80 a 84 | 28    |
| 44    | 75 a 79 | 64    |
| 52    | 70 a 74 | 72    |
| 72    | 65 a 69 | 100   |
| 76    | 60 a 64 | 48    |
| 72    | 55 a 59 | 84    |
| 96    | 50 a 54 | 84    |
| 104   | 45 a 49 | 148   |
| 128   | 40 a 44 | 108   |
| 132   | 35 a 39 | 144   |
| 124   | 30 a 34 | 128   |
| 100   | 25 a 29 | 104   |
| 92    | 20 a 24 | 48    |
| 120   | 15 a 19 | 108   |
| 116   | 10 a 14 | 116   |
| 108   | 5 a 9   | 140   |
| 116   | 0 a 4   | 120   |

## Economia
El 2007 la població en edat de treballar era de 2.091 persones, 1.556 eren actives i 535 eren inactives. De les 1.556 persones actives 1.454 estaven ocupades (734 homes i 720 dones) i 102 estaven aturades (51 homes i 51 dones). De les 535 persones inactives 174 estaven jubilades, 228 estaven estudiant i 133 estaven classificades com a «altres inactius».

### Ingressos
El 2009 a Saint-Léger-du-Bourg-Denis hi havia 1.338 unitats fiscals que integraven 3.376,5 persones, la mediana anual d'ingressos fiscals per persona era de 20.070 €.

### Activitats econòmiques
Dels 85 establiments que hi havia el 2007, 1 era d'una empresa extractiva, 4 d'empreses alimentàries, 6 d'empreses de fabricació d'altres productes industrials, 11 d'empreses de construcció, 26 d'empreses de comerç i reparació d'automòbils, 2 d'empreses de transport, 5 d'empreses d'hostatgeria i restauració, 5 d'empreses financeres, 2 d'empreses immobiliàries, 8 d'empreses de serveis, 12 d'entitats de l'administració pública i 3 d'empreses classificades com a «altres activitats de serveis».
Dels 19 establiments de servei als particulars que hi havia el 2009, 1 era una oficina de correu, 1 una oficina bancària, 2 guixaires pintors, 2 fusteries, 6 lampisteries, 1 electricista, 2 perruqueries, 2 restaurants i 2 agències immobiliàries.
Dels 10 establiments comercials que hi havia el 2009, 1 era una botiga de més de 120 m², 3 fleques, 2 carnisseries, 2 llibreries, 1 una sabateria i 1 una joieria.
L'any 2000 a Saint-Léger-du-Bourg-Denis hi havia 5 explotacions agrícoles.

## Equipaments sanitaris i escolars
L'únic equipament sanitari que hi havia el 2009 era una farmàcia.
El 2009 hi havia 1 escola maternal i 2 escoles elementals.

## Poblacions més properes
El següent diagrama mostra les poblacions més properes.